# 入船亭扇七
入船亭 扇七（いりふねてい せんしち、1989年8月16日 - ）は、落語家、元NHKアナウンサー。入船亭扇遊門下の二ツ目。落語協会所属。

## 経歴
埼玉県朝霞市出身。2008年に埼玉県立和光国際高等学校を卒業し、2012年に法政大学法学部を卒業後、NHK福井放送局に入局する。2016年に同局を退職し、同年4月に圭三プロダクションへと所属。
2018年4月に入船亭扇遊に入門。2019年10月1日に入船亭はい辰、三遊亭まんと、金原亭駒平と共に前座となる。前座名は「入船亭扇ぱい」。
2024年5月下席より、三遊亭まんと改メ三遊亭萬都、金原亭駒平と共に二ツ目に昇進。二ツ目昇進時に師匠・扇遊の年齢が70歳だったことから「扇七」に改名した。

## 芸歴
- 2018年4月 - 入船亭扇遊に入門。
- 2019年10月 - 前座となる、前座名「扇ぱい」。
- 2024年5月 - 二ツ目に昇進「扇七」に改名。

## 人物
趣味∶マラソン、落語、漫才、テレビ研究。

## アナウンサー時代の出演番組
NHK福井放送局
- あさイチ（JAPAナビ）
- ニュースザウルスふくい
- 着信御礼!ケータイ大喜利（アシスタントアナウンサー、2013年2月9日・2014年5月3日・2015年12月5日）

テレビ埼玉
- テレ玉ニュース（キャスター、2016年4月 - 2018年3月）
- 情報番組 マチコミ（MC、2016年4月 - 2018年3月）[8]
- ニュース930（月・金曜→金曜キャスター、2016年4月 - 2018年3月）

## NHK時代の同期のアナウンサー
- 近江友里恵
- 千葉美乃梨
- 松苗竜太郎
- 中村信博
- 南波雅俊
- 武本大樹
- 池間昌人
- 花田宗佑
- 渡辺健太
- 黒住駿
- 木花牧雄